# Joachim Garraud

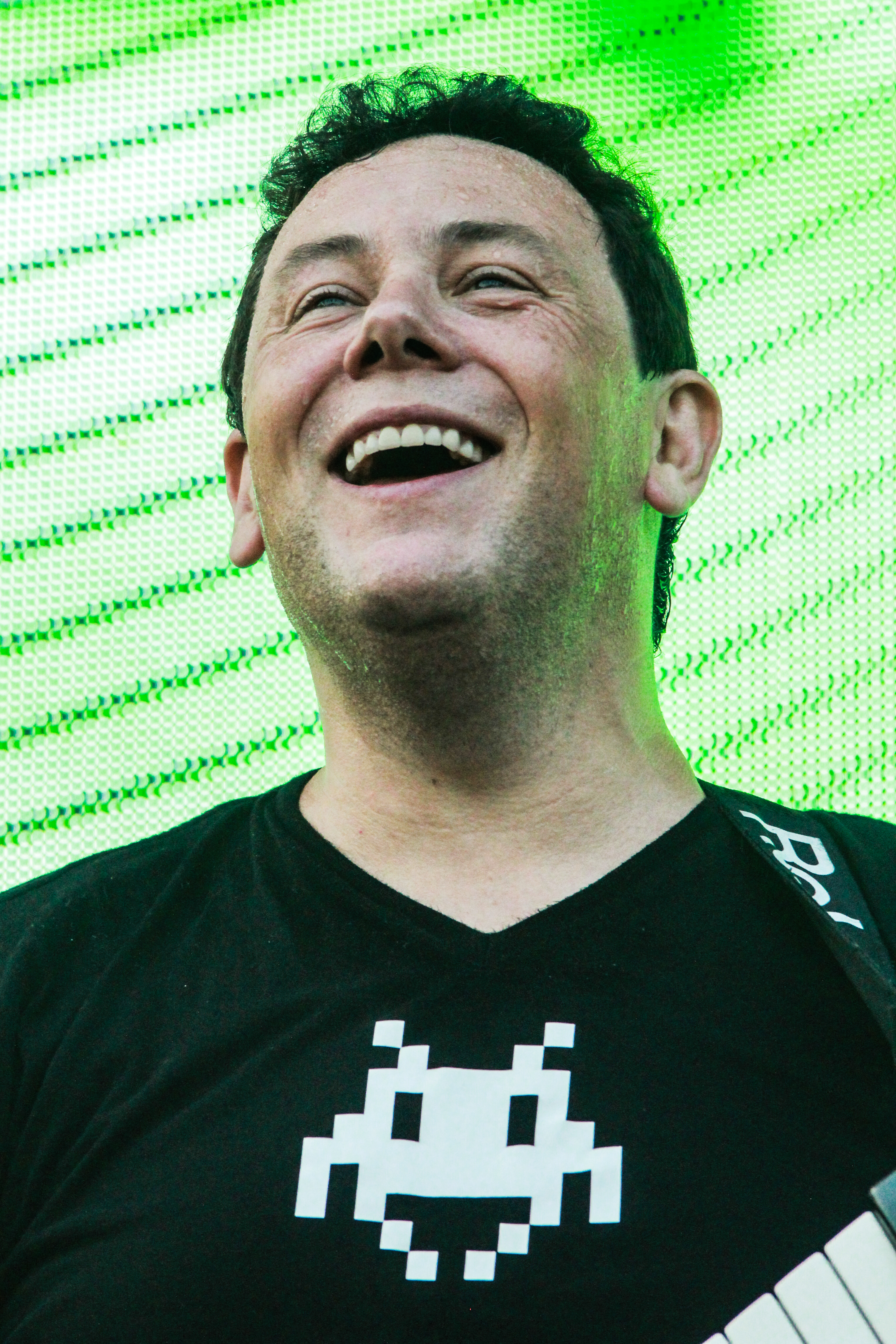
Joachim Garraud 2013

Joachim André Garraud (* 1968 in Nantes) ist ein französischer House-DJ und -Produzent.

## Leben und Karriere
Nach sieben Jahren Studium der Musikwissenschaften an der „Academy of Music Percussion and Piano“ entschloss sich Joachim Garraud der elektronischen Musik zu widmen.
Er ist nicht nur als weltweit tätiger DJ bekannt, sondern ebenso als Remixer und Musikproduzent. So produzierte er unter anderem für David Guetta, Geyster, Paul Johnson, Deep Dish, David Bowie, OMD, Kylie Minogue, Mylène Farmer, Cassius, Belamour, Kid Vicious, Saffron Hill, Culture Club, Ceronne und Moby.
Des Weiteren betreibt er zusammen mit David Guetta das Musiklabel Gum Prod/Gum Records, ein Sublabel von Virgin Records Frankreich.

## Diskographie

### Alben
- 2008: Invasion
- 2011: Invasion 2011
- 2012: Hillside West

### Singles
- 2004: High Energy (feat. Chynna)
- 2005: Rock the Choice
- 2005: Acid Beat (mit Julien Creance)
- 2006: Louxor J'Adore (mit Katerine)
- 2007: Street's Sound
- 2008: Are U Ready
- 2008: UFO Crash
- 2008: Die Invasion (feat. Sarah Grays)
- 2008: I Will Love You Anyway (mit Nino Anthony und Chynna Blue)
- 2011: Stop (mit Dabruck und Klein, sowie Roland Clark)
- 2012: Hook
- 2013: Atrium
- 2014: Mother Spaceship Alarm